# Пјеробон-Форначе (Падова)
Пјеробон-Форначе је насеље у Италији у округу Падова, региону Венето.
Према процени из 2011. у насељу је живело 95 становника. Насеље се налази на надморској висини од 23 м.